# Dongfeng Motor Corporation
De Dongfeng Motor Corporation is een Chinese multinational uit de auto-industrie. Het bedrijf produceert autobussen, vrachtwagens, personenwagens en reserve-onderdelen voor de drie voorgaande.

## Activiteiten
Het is actief in de productie van commerciële voertuigen (bestelwagens, vrachtwagens en autobussen), personenwagens en onderdelen voor deze voertuigen. In 2007 verkocht het bedrijf voor het eerst meer dan een miljoen voertuigen. Per jaareinde 2023 had het een productiecapaciteit van vier miljoen voertuigen.
In 2023 produceerde Dongfeng zo'n 2,1 miljoen voertuigen, waarvan 1,75 miljoen personenwagens en 0,35 miljoen vrachtwagens. De buitenlandse activiteiten zijn minimaal. Dongfeng Motor heeft ook elektrische voertuigen ontwikkeld en vanaf 2020 op de markt gebracht. Per jaareinde 2023 bestond het aanbod uit 34 personen- en negen vrachtwagens en er werden 348.000 stuks verkocht (2020: 44.000).
De bedrijfswagens worden grotendeels onder eigen beheer gefabriceerd en verkocht. Hier werd ongeveer 50% van de omzet mee behaald. De personenwagens worden voornamelijk gemaakt in joint ventures met buitenlandse bedrijven, maar de eigen productie van eigen voertuigen is toegenomen en dit maakte in 2023 zo'n 40% van de omzet uit. De auto's worden verkocht onder de merknamen, M-Hero, Yoyah, Fengsheng en Liuqi. De resultaten op de eigen activiteiten zijn negatief en de winsten worden vooral gerealiseerd binnen de joint ventures, die niet worden geconsolideerd.  
Deze drie belangrijkste joint ventures met buitenlandse automobielfabrikanten zijn:
- Dongfeng Honda (opgericht in 2003, produceert Honda-modellen uitsluitend voor de Chinese markt)
- Dongfeng Motor Company (opgericht in 2003, joint venture tussen Dongfeng en Nissan, personenwagens worden geproduceerd met het Nissan-logo, bedrijfsvoertuigen met het Dongfeng-logo)
- Dongfeng Peugeot-Citroën Automobile (DPCA, opgericht in 1992, produceert Peugeot- en Citroën-modellen uitsluitend voor de Chinese markt).

In 2023 werden er bijna 0,8 miljoen voertuigen verkocht in samenwerking met Nissan, 600.000 met Honda en zo'n 75.000 met PSA. In 2023 was de winstbijdrage van de joint ventures nagenoeg nihil, waardoor het nettoresultaat negatief was.
Dongfeng Motor Corporation is een staatsbedrijf, alle aandelen zijn in handen van de Chinese overheid. Het is veruit de grootste aandeelhouder in het beursgenoteerde Dongfeng Motor Group Company Limited waar de automobielactiviteiten in zijn ondergebracht. Een minderheid van de aandelen (H) staat sinds 7 december 2005 genoteerd aan de Hong Kong Stock Exchange.

## Geschiedenis
In september 1969 werd de voorloper van Dongfeng opgericht, het bedrijf handelde toen onder de naam Second Automotive Works (Chinees: 第二汽车制造厂). In 2000 verkeerde het bedrijf in problemen, het kreeg een financiële injectie en ging vanaf 18 mei 2001 verder als Dongfeng Motor Corporation. Drie jaar later werd het omgevormd tot een naamloze vennootschap.
In 2012 toonde het bedrijf, tijdens de Autosalon van Peking, zijn eerste eigen wagen: de Dongfeng Ciimo. De wagen werd ontwikkeld door Dongfeng Honda en zal uitsluitend worden geproduceerd voor de Chinese automarkt.
In januari 2013 werd een samenwerking met Volvo Trucks bekendgemaakt. De Zweedse vrachtwagenfabrikant zal een belang van 45% nemen in de joint venture Dongfeng Commercial Vehicles (DFCV). De samenwerking tussen Dongfeng en Nissan Motor kwam een jaar eerder tot zijn eind. Dongfeng was in 2011 de grootste verkoper van zware vrachtwagens in China met 186.000 exemplaren en hiervan vallen 142.000 exemplaren in de joint venture. Twee jaar later is de transactie met Volvo afgerond.
Begin 2014 kocht Dongfeng voor € 800 miljoen aan pakket aandelen in Groupe PSA. Dongfeng werd hiermee een grootaandeelhouder in de Franse automobielfabrikant met een belang van 14%. Na de fusie van PSA met Fiat Chrysler Automobiles (FCA) heeft Dongfeng nog een belang van 5,6% in Stellantis per maart 2021.
Medio 2019 werd bekend dat bij de joint venture DPCA duizenden banen gaan verdwijnen door tegenvallende autoverkopen. De assemblagefabriek Wuhan-1 wordt gesloten en de Wuhan 2-fabriek gaat in de verkoop. Het aantal medewerkers zal dalen van 8000 nu naar 5500 per jaareinde 2019 en naar 4000 binnen drie jaar. In de afgelopen vijf jaren daalden de autoverkopen van DPCA in China van 731.000 in 2014 tot 114.000 voertuigen in 2019. In 2023 was het verder gedaald naar 75.000.

## Verkoopcijfers
De verkoopcijfers van Dongfeng in aantallen voertuigen.

## Trivia
In de Volvo Ocean Race 2014-2015 sponsorde het bedrijf een zeilteam, te weten het Dongfeng Race Team. De editie erop, die van 2017-2018, gebeurde dat wederom.
Aiways · 
BAIC (Foton) · 
Brilliance · 
BYD · 
Changan · 
Chery · 
Denza · 
Dongfeng · 
FAW (Hongqi) · 
Geely (Lynk & Co · Zeekr) · 
Great Wall Motor · 
Hozon · 
Leapmotor · 
Li Auto · 
NIO · 
SAIC · 
Seres (AITO) · 
Xiaomi · 
XPeng
- Gemeinsame Normdatei: 1355876230
- International Standard Name Identifier: 0000 0004 1766 1948